# Грабовзее

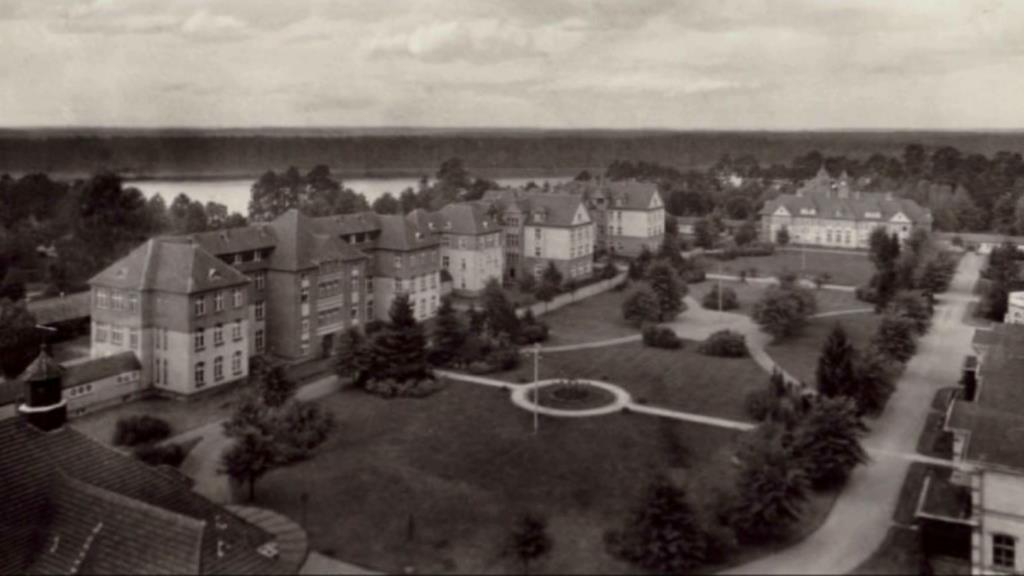
Вид на комплекс Грабовзее в 1930-х годах

Грабовзее (нем. Grabowsee) — заброшенный архитектурный комплекс бывшего санатория для больных лёгочными заболеваниями.
Расположен в Германии на берегу озера Грабов района Фридрихсталь в 30 км севернее Берлина, рядом с городом Ораниенбург (нем. Oranienburg) округа Верхний Хафель земли Бранденбург.
В непосредственной близости от западного берега озера Грабов протекает канал Одер — Хафель.

## Начало возведения комплекса

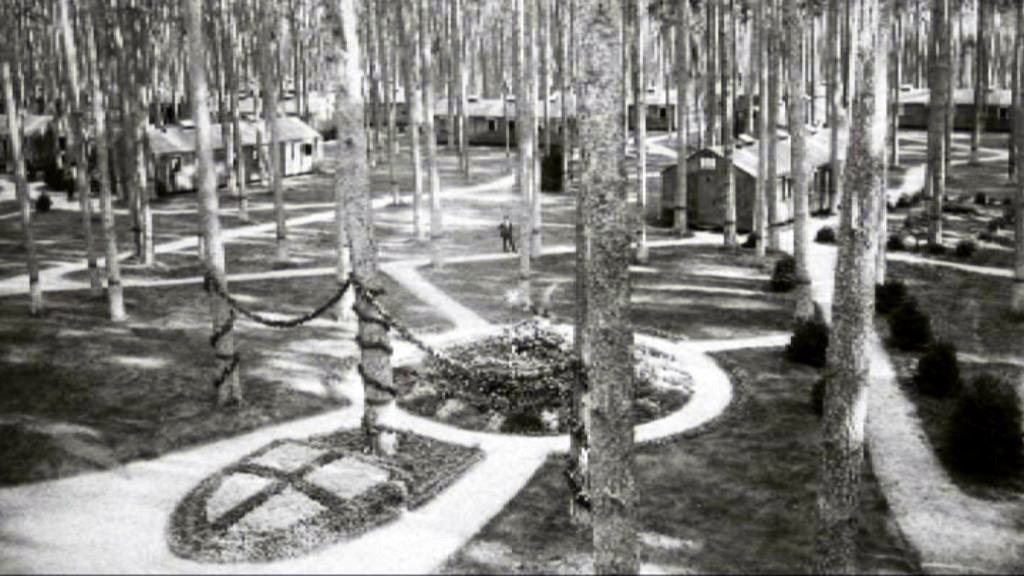
Открытие комплекса Грабовзее, 1896 год

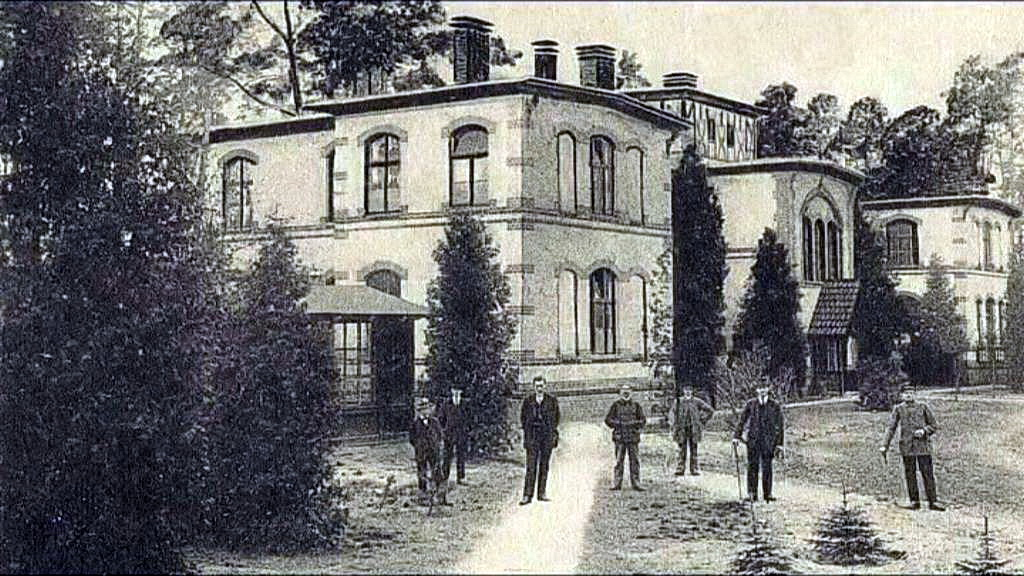
Первые стационарные здания комплекса Грабовзее, 1897 год

Благодарная богатая пациентка, лечение от туберкулеза которой консультировал Роберт Кох, в знак признательности подарила ему в конце XIX века огромное имение на берегу озера Грабо. Эта местность был передана затем Робертом Кохом в имперское ведомство с целью создания на его базе инфекционной клиники для лечения больных туберкулёзом.
В 1895 году немецкий врач Готхольд Панвиц, основатель центрального комитета по возведению санаториев реабилитации больных легочными заболеваниями, выбрал этот участок с замыслом тестирования в рамках Красного Креста возможности успешного лечения болезней лёгких на равнинах Северной Германии и строительства в его пределах архитектурного комплекса для больных. Так возникла клиника Грабовзее, которая так же именовалась санаторием, ввиду его удачного расположения в сосновом лесу, рядом с озером. Клиника лечила людей из рабочего класса Берлинского округа, которые не могли себе позволить лечение в мягком климате Средиземноморья Италии или горном воздухе Швейцарских Альп.
В начале 1896 года имперскими инженерами компании были построены первые 27 бараков для легких больных, в марте 1896 года была открыта первая часть комплекса с названием «Народный санаторий Красного Креста», а уже в апреле 1896 года они были заселены первыми тридцатью пациентами.
Несколько позже, воодушевленные первыми успехами, участники строительства возвели стационарные здания котельной, прачечной, кухни, столовой и первого санитарного комплекса. Проектирование и начало строительства было осуществлено в короткие сроки и уложилось в несколько недель после заселения первых пациентов. К 1900 году на базе комплекса были доступны уже 200 мест для тяжелых и легких больных.
С началом первой мировой войны возведение комплекса приостановилось. В течение первых четырёх военных лет площади санатория частично были отданы под клуб, а также использовались Красным Крестом для лечения легко больных солдат. До 1918 года в комплексе размещались так же и военнопленные.
В 1920 году «Народный санаторий Красного Креста» в Грабовзее был вынужден продать все свои здания фонду пенсионного страхования земли Бранденбург.

## Окончание строительства и новые хозяева

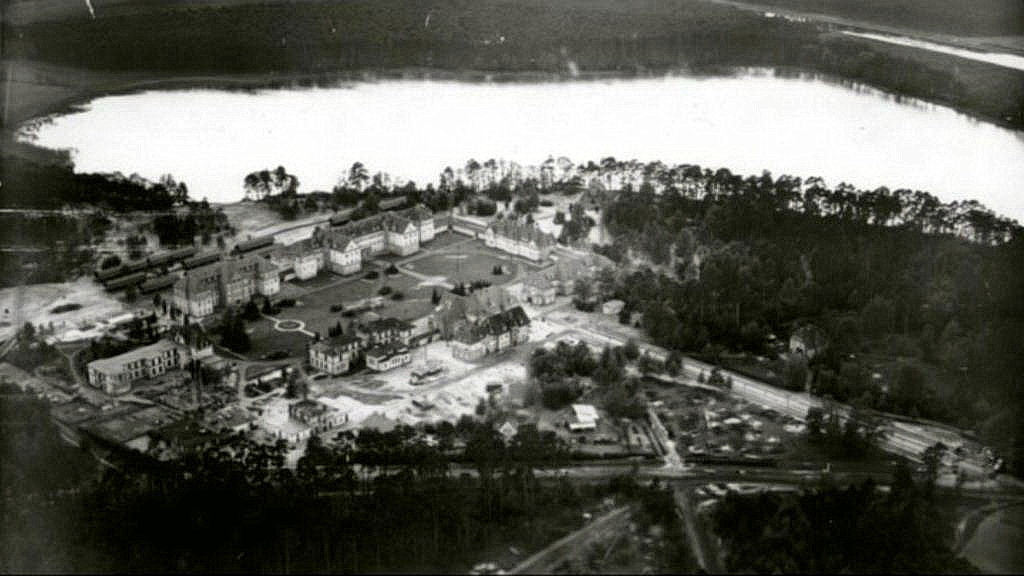
Грабовзее, завершение строительства, 1929 год

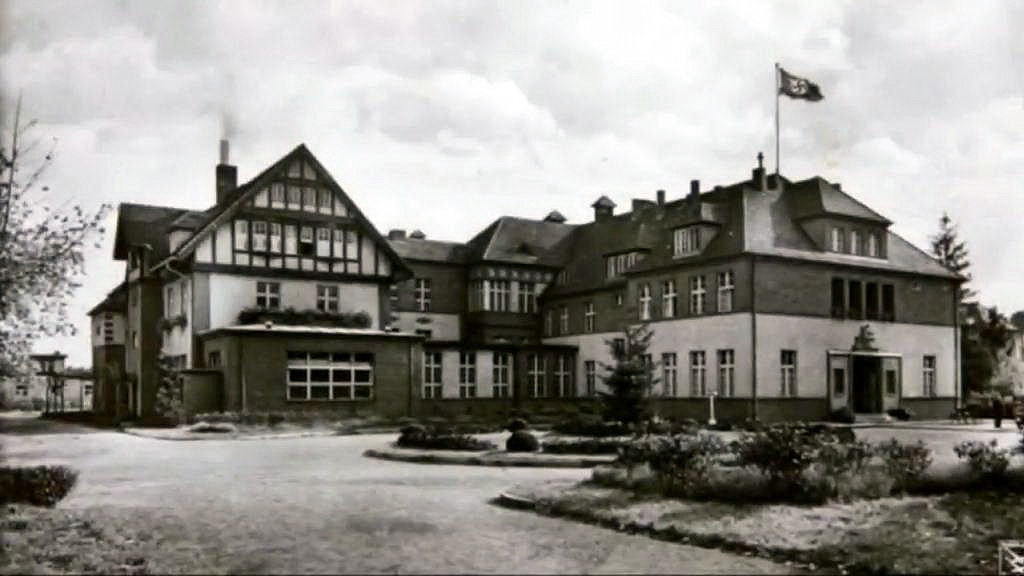
Грабовзее, вид на здание клуба и бухгалтерии, 1933 год

После принятия ведомством по страхованию земли Бранденбург санатория на свой баланс, в 1926 году архитектор Арнольд Бешорен (Arnold Beschoren) провёл ремонт и изменил планировку зданий. Принятые инженерные решения позволили увеличить к 1930 году количество существующих в санатории мест примерно в два раза и принимать до 420 пациентов. На территории комплекса было так же возведено здание небольшой церкви, которая была заложена в 1920 году. Последняя крупная фаза строительства была завершена в 1929 году. Новые здания были празднично переданы их новым обитателям.
К 1930 году Грабовзее стала одной из самых современных противотуберкулезных клиник на территории северной Германии, с возможностью санаторной реабилитации пациентов страдающих различными легочными заболеваниями.
В клинике было доступно электрическое мини-метро, которое по замыслу инженеров должно было соединять отдаленные участки комплекса, включавшего в себя парк для прогулок, а также отдельные комфортабельные дома с самыми современными коммуникациями центрального отопления, канализации, горячего водоснабжения, которые были предназначенные для проживания медицинского и обслуживающего персонала с их семьями. Берег озера оборудован мостками для прогулок на катамаранах.
Самодостаточность существования комплекса обеспечивал построенный рядом с озером маленький завод по очистке сточных вод и автономное водоснабжение обеспеченное электронасосами. На берегу озера была также построена оранжерея и теплица для выращивания свежих овощей круглый год, с подведенным к ней центральным отоплением и телефонной линией связывавшей теплицу с электронасосной станцией. Для получения удобрений и свежих продуктов рядом с теплицей были размещены домашние животные.
Грабовзее находился вблизи концлагеря в Ораниенбурге, реорганизованного в лагерь Заксенхаузен.
Грабовзее стал местом частого посещения лагерной охраны Заксенхаузена, для которых на территории клуба были доступны казино и кинотеатр, запрещённые на время войны.

## Освобождение и советский период

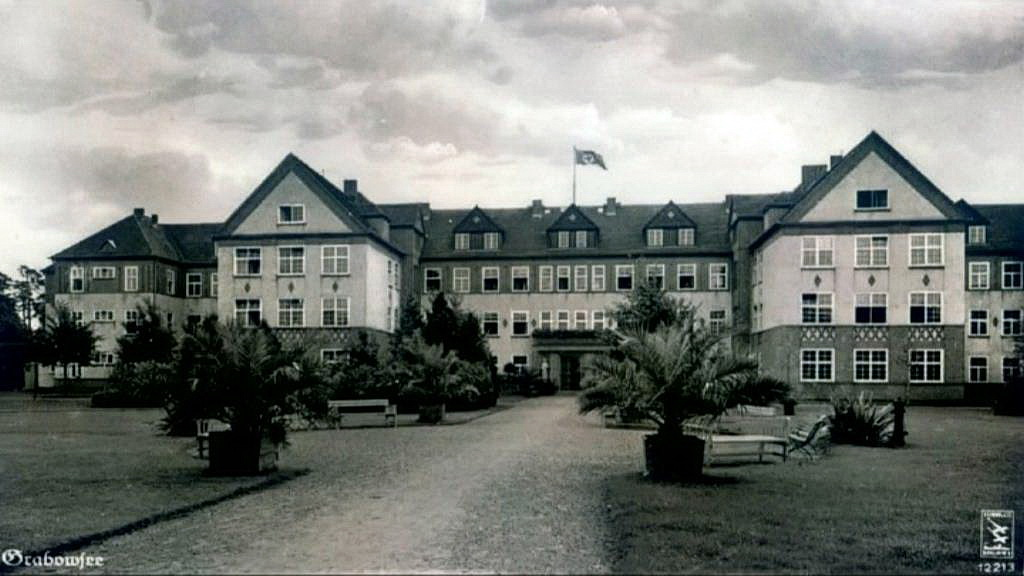
Основной корпус клиники Грабовзее, 1944 год

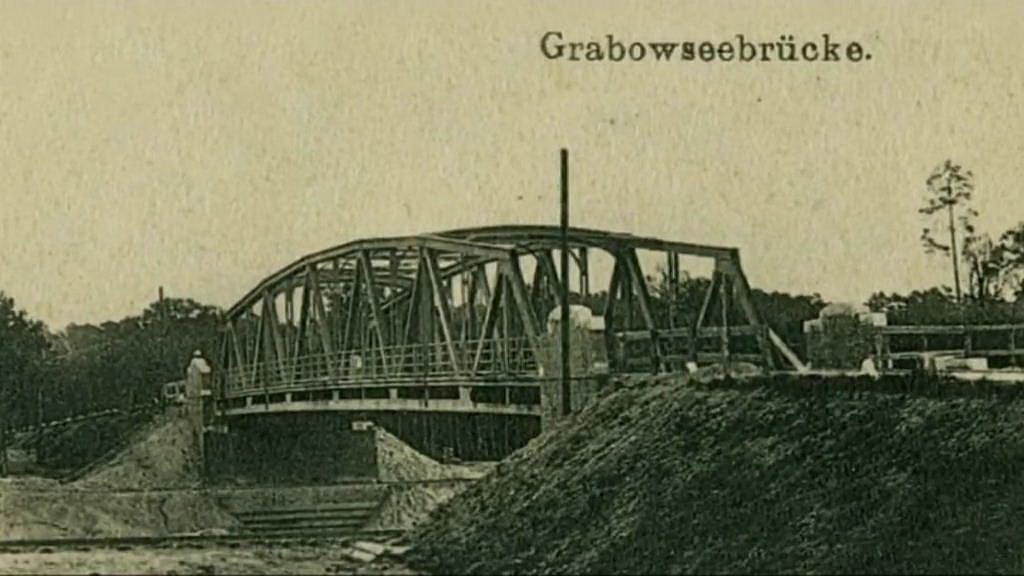
Мост через Одер-Хафель канал у Грабовзее, 1930-e

К окончанию второй мировой войны комплекс в Грабовзее имел возможность принять на содержание около тысячи человек.
Эвакуация клиники не предусматривалась и в то время, когда в апреле 1945 года жители Берлина и всех близ лежащих к Грабовзее сел и городков начали покидать свои жилища. Ожидая натиска советской армии в направлении важного узла переправы, подразделения СС располагались в гарнизоне Kommando krieg-lazarett 909/910, дислоцировавшегося на территории комплекса Грабовзее, и продолжали удерживать находившийся в 500 метрах от комплекса клиники мост через Одер-Хафель канал до последнего момента. Мост был взорван эссэсовцами к исходу дня 22 апреля 1945 года, когда они без сопротивления отошли на северный берег, а подразделения 692 Кобринского, ордена Суворова стрелкового полка в ходе жесткого боя уже заняли Бернёве.

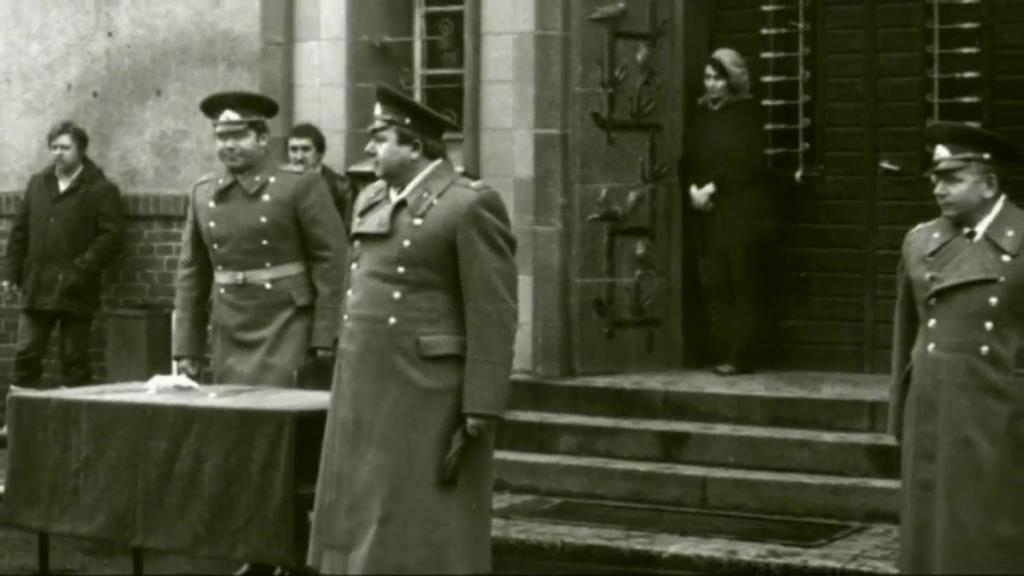
Торжественное собрание перед зданием клуба, 1980-е

23 апреля 1945 года в окрестностях комплекса клиники Грабовзее расположились части 1 пехотной дивизии 1 Армии Войска Польского, которые подтянулись за идущими в направлении Hohenzollernkanal соединениями 1 Белорусского Фронта.
В последующие несколько месяцев Грабовзее продолжал существовать исключительно в качестве гражданского госпиталя.
Мирное время в окрестностях комплекса наступило в начале мая, когда 30 апреля 1945 года, после форсирования соединениями 80 стрелкового Померанского корпуса 61 армии канала Одер-Хафель и продолжительных боев на северном берегу, части 356 стрелковой дивизии сменили 1 пехотную дивизию 1 Армии Войска Польского и заняли поселок Фридрихсталь.
После капитуляции Германии во Второй мировой войне, с осени 1945 года, гарнизоном группы советских войск в Германии на базе комплекса Грабовзее был назначен полковник Геленков. В ноябре 1949 года на базе комплекса разворачивается туберкулезный госпиталь санаторного типа на 150 мест. Продолжительное время весь обслуживающий персонал комплекса оставался в прежнем составе, включая вернувшихся в свои дома после освобождения прилегающей местности и состоял из немецких граждан, за исключением медицинских сестер и врачей. Позднее в обслуживающий персонал стали входить вольнонаемные граждане Советского Союза.
К моменту распада Советского Союза и вывода ГСВГ с территории Германии, на базе комплекса Грабовзее находилась база хранения полевых госпиталей и стационарный противотуберкулезный госпиталь. Последним командиром гарнизона Грабовзее являлся подполковник Владимир Андреев.
В 1991 году комплекс снова перешел в ведомство фонда страхования земли Бранденбург и был не однократным объектом спекуляций на рынке недвижимости. По состоянию на 2016 год находится в заброшенном состоянии.